# Wes Moore
Westley Watende Omari Moore (Takoma Park, 15 de octubre de 1978) es un político, veterano del Ejército, empresario y productor de televisión estadounidense, actual gobernador de Maryland desde enero de 2023. De 2017 a 2021, Moore se desempeñó como director ejecutivo de la Fundación Robin Hood. Fue el candidato demócrata a gobernador en las elecciones para gobernador de Maryland de 2022, que finalmente ganó y se convirtió en gobernador. Al momento de asumir el cargo, Moore sería el primer gobernador afroestadounidense de Maryland.
Moore es el autor de The Other Wes Moore y The Work, ambos best seller del New York Times. También fue presentador de Beyond Belief en Oprah Winfrey Network, así como productor ejecutivo y escritor de Coming Back with Wes Moore en PBS.
Moore es el fundador y director ejecutivo de BridgeEdU, una empresa social dedicada a ayudar a los estudiantes en su transición al primer año de universidad.